# 大阪日本橋キリスト教会
大阪日本橋キリスト教会（おおさかにっぽんばしキリストきょうかい）は、大阪府大阪市中央区日本橋に所在するキリスト教の教会。
教派はプロテスタント (単立) 。建物は国の登録有形文化財となっている。

## 沿革
当教会の起源は1903年 (明治36年) 6月、河辺貞吉により大阪市南区玉水橋南詰の一軒家を借りて最初の礼拝を始めた「大阪伝道館」に遡る。なお、大阪キリスト教短期大学は当教会の伝道者養成のため、1905年に設けられた「伝道学館」が前身。1923年 (大正12月) 9月には「日本自由メソヂスト教団第一教会」と称し 、1933年 (昭和8年) 4月「日本橋教会」に改称、1942年3月に日本基督教団に加入して「大阪日本橋教会」となった。戦後の1952年5月に日本基督教団を離脱して日本自由メソヂスト教団に加入し、1954年3月に「宗教法人大阪日本橋教会」として大阪府知事より認証された。1960年代後半の大学紛争に端を発した運動が教会にも及び、1984年3月、前記の教団から24教会が離脱。新たに日本自由メソジスト教団 (翌年5月日本フリーメソジスト教団に改称) が創設されたが、当教会は加入が許されず、同年4月に単立教会になった。1988年2月、日本フリーメソジスト教団に加入が許されたが、2013年 (平成25年) 2月、再び単立教会に戻った。

## 建築・文化財
会堂はレンガと鉄筋コンクリートを併用。建築面積342平方メートル、1925年竣工。設計は山中茂一。施工は岡本工務店で同社は日本で西洋建築を手掛けたウィリアム・メレル・ヴォーリズの建築を多く担当した。東側の正面玄関上層の窓はゴシック風で尖頭アーチ、下層には円形の窓を左右に配置。3階にも5連の尖頭アーチ窓を持つゴシックスタイル。内部の天上の構造と仕上げ、講壇、ガラス窓、床、椅子などは当時の建築様式を表している。2000年4月28日、国の登録有形文化財となった。老朽化が進んでいたが、2001年に大規模改修が行われ、創建当時の姿が復元されるとともに、バリアフリー、昇降機などの機能も整備され、植物の葉をモチーフとした鉄細工の玄関ファザードが新設された。

## 現地情報

### 所在地
大阪府大阪市中央区日本橋1-20-4(北緯34度39分57.0秒 東経135度30分21.0秒 / 北緯34.665833度 東経135.505833度)

### 交通アクセス
大阪メトロ日本橋駅より徒歩5分